# Martin Ibler
Martin Ibler (* 17. Juni 1955 in Bad Harzburg) ist ein deutscher Rechtswissenschaftler.
Nach dem Abitur 1974 in Bad Harzburg leistete Ibler Wehrdienst und war dort zuletzt Soldat auf Zeit im Rang eines Oberleutnants der Reserve. Im Anschluss begann er 1977 ein Studium der Rechtswissenschaften an der Universität Göttingen, das er mit den Staatsexamina 1981 und 1983 abschloss. Danach war er in Bad Harzburg sechs Jahre lang als Rechtsanwalt tätig und wurde 1987 mit einer Arbeit zum Planfeststellungsrecht in Göttingen promoviert. Nachdem er 1990 an die Universität Göttingen zurückgekehrt war, wurde er dort 1997 bei Volkmar Götz mit der Arbeit Rechtspflegender Rechtsschutz im Verwaltungsrecht habilitiert. Nach zwei Lehr- und Forschungsaufenthalten an der Universität Valencia und Lehrstuhlvertretungen an den Universitäten Kiel und Konstanz wurde Ibler 2000 als Nachfolger von Winfried Brohm an die Universität Konstanz berufen und dort im Januar 2001 zum Ordinarius für Öffentliches Recht ernannt. Er hatte dort bis zum Eintritt in den Ruhestand 2023 den Lehrstuhl für öffentliches Recht, Schwerpunkt Verwaltungsrecht, inne. Seine Nachfolgerin wurde Katharina Reiling.
Die Universidad Santo Tomás in Bogotá verlieh ihm 2015 die Ehrendoktorwürde.
Iblers Forschungsschwerpunkte liegen im Verwaltungsrecht, Verfassungsrecht und der Rechtsvergleichung (Staats- und Verwaltungsrecht spanischsprachiger Länder).
Im Gesetzgebungsverfahren zum Gesetz zur Regelung des Zugangs zu Informationen des Bundes (IFG) gehörte Ibler zu den schärfsten Kritikern der Vorlage.